# Thunderbirds (serie de televisión)
Thunderbirds es una serie de televisión inglesa de ciencia ficción y aventura para niños basada en supermarionetas, creada por AP Films de Gerry Anderson (más tarde Producciones Siglo 21). Fue una serie de culto del público infantil del período 1965-1966. En España se emitió con el nombre de Guardianes del espacio.

## Orígenes
Hacia octubre de 1963, el productor de televisión Gerry Anderson se enfrentó con un dilema. Él y sus colegas de AP Films Estudios estaban acabando una serie llamada Stingray. Anderson tenía una fecha límite para proponer una idea para la serie que la seguiría en la producción. Gerry Anderson concibió los Thunderbirds trazando el contorno rápidamente mientras conducía su coche para ver a Lew Grade con el objetivo de planificar la próxima serie de Supermarionation.
Anderson se inspiró para escribir la serie en el desastre de una mina alemana en dónde veinte o treinta hombres se quedaron atrapados a 300 pies (unos 100 metros) bajo tierra en un hoyo inundado, y los rescatadores tuvieron que luchar contra el tiempo, taladrando en primer lugar un agujero para proporcionarles aire y comida, y excavando después un agujero más grande para sacarlos. Los únicos hombres que quedaban vivos eran aquellos que estaban en las bolsas de aire. Habiendo rescatado a los primeros, estos hombres informaron que había otra docena de mineros que se encontraban atrapados en otra parte de la mina. Para acceder a ellos se necesitarían equipos pesados que se encontraban en Bremen, y traerlos emplearía 8 horas, por lo que el tiempo de transporte era un inconveniente mayor para la supervivencia de los mineros.
"La carrera contra tiempo" es uno de los temas reiterados en los Thunderbirds. Ellos necesitarán volar a la zona de peligro y tendrán que tener un transportador para dejar el equipo pesado. Pero sus enemigos estarán en contra de su equipo, por lo que tendrán que ser localizados en un lugar secreto en una isla del Océano Pacífico que no se ha descubierto todavía. Anderson se enfrentó con la tarea de mostrar su idea básica. Dictando a su esposa Sylvia, Anderson partió el formato para Rescate Internacional. Actuando en alguna parte en secreto detrás de un momento de decadencia de una base lujosa en una isla en el Océano Pacífico, los miembros de Rescate Internacional estarían constantemente en alarma, con un inmenso satélite en el espacio tripulado que supervisa los mensajes de radio para cualquier situación que podría requerir sus talentos muy especiales y maquinaria.
El título de la serie derivó de una carta escrita a su familia por el hermano mayor de Anderson, Lionel, mientras él estaba sirviendo con los Estados Unidos durante la Segunda Guerra Mundial. En la carta, él se refirió a una base aérea americana llamada "Thunderbird Field"; 20 años después, Anderson decidió usar el nombre debido a su sonido romántico.
Muchos miembros del equipo vinieron directamente de la producción anterior de APF Stingray, pero para los Thunderbirds el equipo aumentó, y se trasladó a un nuevo estudio mucho más grande cerca de Cenagal, Berkshire. Fue la primera serie de una hora de APF. Thunderbirds había estado en la etapa de preproducción durante varios meses cuando la dirección de ITC liderada por Lew Grade pudo ver el modelo completo del episodio "Atrapado en el Cielo", gustando el resultado e informando a Anderson y su equipo de que alargara todos los episodios de 25 a 50 minutos. Muchos entusiastas creen que ésta fue una decisión sabia que reforzó la serie con argumentos más complejos y personajes atractivos que despertaran un considerable interés en el espectador. La calidad no sólo vino de ITC, también parte de ella provino de APF/Century 21 y ATV a través de donde se transmitió sus producciones.
La producción comenzó en 1964 y se convirtió en la premier serie de la televisión británica en septiembre de 1965 en la región ATV Midlands. Otras regiones de ITV siguieron, incluso Londres el 25 de diciembre de 1965. Se produjeron dos temporadas, comprendiendo treinta y dos episodios en total.
La Isla Tracy es la base de la organización secreta que es la carrera de la familia Tracy, Rescate Internacional. La isla aloja el centro de mando en donde Jeff Tracy vigila el funcionamiento de todo IR y la eficacia de los Thunderbirds, y está oculta de la vista dentro de la piedra de la isla y de sus edificios.

## Historia
Es el siglo XXI (2026 en la serie, 2027 en la película Thunderbirds Are GO y 2028 en la película Thunderbird 6), Thunderbirds trata de las aventuras de la familia Tracy que consta del magnate de la construcción y exastronauta Jeff Tracy y sus cinco hijos Scott (piloto del Thunderbird 1), Virgil (piloto del Thunderbird 2), Alan (astronauta del Thunderbird 3), Gordon (aquanauta del Thunderbird 4) y John (astronauta a cargo de la estación espacial Thunderbird 5). Scott, Virgil, Alan, Gordon y John fueron todos nombrados así por los astronautas de las misiones Mercury - Scott Carpenter, Virgil I. Grissom, Alan Shepard, Gordon Cooper y John Glenn. Junto con la abuela de Jeff, el genio científico e ingeniero Brains, el sirviente de la familia, Kyrano y su hija Tin-Tin, la familia Tracy se mantiene en una remota y desconocida isla del Pacífico. Ellos son, en secreto, los miembros de Rescate Internacional, una organización de respuesta de emergencias privada y muy avanzada que cubre el globo e incluso el espacio, rescatando a las personas con sus vehículos del futuro, los Thunderbirds.
Tracy forma la idea de Rescate Internacional después de la trágica muerte de su esposa, Lucille. Comprando una isla tropical pequeña en el Pacífico y convirtiéndola en secreto en la base del rescate confidencial para IR.
El convence al genio de la ingeniería aeroespacial Brains (quien también usa el nombre clave de Hiram K. Hackenbacker; su nombre real es Homero Newton III) para ayudarle a traer IR a la realidad operacional, mientras está diseñando y construyendo una serie de máquinas fantásticas y equipo afín. Codificando a estas cinco naves como los Thunderbird y los muchos Vehículos de los fuselajes transportadas por el TB2. Brains colabora con interpretaciones científicas, ideas e ingeniería a la familia Tracy desde su superlaboratorio-ultraequipado en la isla.
Todas las emergencias se supervisan desde la Estación de Rescate y Alerta Internacional puesta en órbita espacial alrededor de la Tierra. Sus tripulantes se van rotando cada cierto tiempo.
Algunos de los desastres asistidos por Rescate Internacional son el resultado de accidentes o desgracia, pero muchos se causan por el sabotaje deliberado.
Así asisten a hundimiento de navíos, trenes accidentados, superaviones a punto de ser saboteados y un sinfín de escenarios de incidentes y accidentes, con sus vehículos muy al estilo de los años 60.
Un enemigo llamado, Hood (realmente nunca nombrado en la serie, pero se da este nombre en las historietas, en los libros y otros medios de comunicación), frecuentemente las causas accidentes mayores le sirven para atraer a los vehículos de Rescate Internacional a la escena y espiarlos. Otra complicación es que el medio hermano de Hood, Kyrano, es el sirviente de los Tracy, y porque Hood tiene un grado de poder psíquico sobre Kyrano, Hood es capaz en una ocasión de obligarlo a sabotear los sistemas de seguridad del Thunderbird 1. La hija de Kyrano, Tin-Tin se une románticamente con Alan Tracy, participando así en muchas misiones de IR.
La agente en Londres de Rescate internacional, la refinada Lady Penélope Creighton-Ward y su guardaespaldas y chofer Aloysius "Nosey" Parker, se ve a menudo en persecución de Hood y otros malhechores en el Rolls-Royce anfibio rosa, FAB 1 que está provisto con equipo estilo James Bond. (con tal de que la reja del radiador se cerrara la producción necesitó una auténtica reja de Rolls-Royce para el FAB 1, como cuando la ametralladora retráctil fue disparada) el yate de Lady Penélope se llamó FAB 2.
Los personajes usan una señal de radio llamada "F.A.B." en lugar de "Roger" o "Cambio y fuera". Anderson se preguntaba a menudo que podía signigicar F.A.B., pero de hecho "fab" (reducción de "fabuloso") representaba, simplemente, un modismo de los 1960s. Después esto decidido que su significado fuera Totalmente Aconsejado extraoficialmente e Informó, mientras siguiendo adelante de P-W-O-R (Procediendo Con las Órdenes Recibidas), un código de confirmación de radio similar en la serie Stingray. En la próxima serie de Anderson, Capitán Scarlet y el Misterioso, S.I.G. (el Espectro es Verde) continuaría la tradición de señales de llamada de iniciación.

### El año 2026
El año es 2026. El mundo crece en notables proyectos de ingeniería y la innovación tecnológica, todavía esta en aumento confiado en el descubrimiento de nuevos recursos de comida y combustible. El crecimiento de la población ha significado que constructores y arquitectos necesitan mirar uso más económico de tierra para alojar a la gente. La Torre Thompson recientemente completada en la costa oriental de América es una ciudad completamente autónoma en un solo edificio. Una persona podría vivir durante un año entero sin moverse de uno de los cuartos de los doce hoteles alojados en la Torre que es la mitad de una milla de ancho y 2 millas de profundidad. Durante los últimos cincuenta años, el uso de camino de saturación ha estado resuelto por el desarrollo de transporte público más económico y eficaz como las vías del monorriel.
Las autopistas y caminos han sido reemplazadas gradualmente por superautopistas de varios carriles. Pueden completarse caminos como éstos ahora a una increíble velocidad usando los gigantescos vehículos de Construcción de Camino. Se usan vehículos similares para aclarar las regiones pesadamente arboladas para el desarrollo urbano. El Crablogger que corta los árboles con sus garras delanteras montados en brazos telescópicos llevan los árboles al interior de la máquina y los convierte en pulpa.
El viaje aéreo se ha puesto más eficaz y extenso, principalmente a través de la introducción a la flota de Air Terrainean, el avión de pasajeros Fireflash de impulsó atómico. Capaz de volar en seis veces la velocidad de sonido, el Fireflash lleva a 600 pasajeros a una altura de 150,000 pies a los destinos alrededor del globo, como son: Londres, Tokio y Nueva York.
La aviación civil y militar es supervisada y es dirigida por el Mando del Espacio Internacional que opera una red de plataformas giratorias del observatorio espacial y mantiene archivos completos de las posiciones de todos los satélites autorizados. La exploración del espacio continúa siendo alta en la agenda en la búsqueda para los nuevos recursos, como los proyectos investigar otros cuerpos planetarios en el sistema solar, han esperado, recupere un impacto beneficioso en la Tierra. El proyecto más costoso todavía inventado por el hombre es el plan del Centro de Exploración Espacial para el primer desembarco tripulado en Marte.
Igualmente importante es el Funcionamiento del proyecto Sonda del Sol, una misión tripulada para capturar la materia del Sol enviando una cápsula de la sonda en la prominencia solar. Los lanzamientos del cohete de este tipo son ahora casi completamente controlados a computadora y automatizados, y los adelantos en la tecnología de la computadora han animado una confianza creciente en la automatización a cada nivel de sociedad. Incluso con ese nivel de automatización, el error humano y fuera de la interferencia puede tener un efecto desastroso y cuando esto ocurre, inclinando la balanza de muchos de los proyectos en el funcionamiento alrededor del globo, los resultados pueden ser devastadores. Al mundo del 2026 le está faltando penosamente cubrir ahora con la nueva balanza de posibles desastres, en el área de máquinas del rescate convenientes y equipo. Este desequilibrio se ha reajustado por la formación de una organización privada consolidada independiente:
¡LLAMADA EL RESCATE INTERNACIONAL!

## El uniforme
Los pilotos de los Thunderbird usan un uniforme azul que consiste en una túnica de cuello alto, pantalones, botas, y una gorra estilo escocés simple. Cada piloto se identifica individualmente por una banda coloreada que sostiene una funda para armas.
- Scott (T1) - azul pálido
- Virgil (T2) - amarillo pálido
- Alan (T3) - blanco
- Gordon (T4) - naranja pálido
- John (T5) - lila o rosa
- Brains (T6) - cuero castaño (en Thunderbird 6)
- Jeff (el mando) - oro metálico (créditos fotográficos en Thunderbirds - La Serie Completa en DVD)

Cuando en la misión, va Tin-Tin lleva a veces un uniforme azul similar con un cinturón azul pálido pero ninguna funda.

## Los vehículos de los thunderbirds
Sin duda el automóvil más representativo de la serie Thunderbirds es el Rolls Royce rosa de Lady Penélope, llamado en la serie "el FAB 1", un vehículo realmente único. Es tal la importancia de este vehículo que se encontraba como mínimo al mismo nivel que las cinco naves Thunderbird de Rescate Internacional, como se demuestra al aparecer el FAB 1 en 15 de los 32 episodios de la serie. Se construyeron tres maquetas distintas para el rodaje, siempre respetando la marca Rolls Royce y la dama alada del radiador, tal como exigió la empresa automovilística británica. Una de las maquetas se hizo usando la misma escala de los muñecos con un largo de 2 metros y 30 centímetros, y fue realizada por la compañía Space Model Limited. Como características más destacadas, el coche tenía 6 ruedas y un motor con el que alcanzaba las 200 millas por hora (unos 320 km/h). La dirección del coche se conseguía gracias al movimiento de las 4 ruedas delanteras. Además el Rolls Royce podía navegar mediante un Hidrofoil, y surcar la nieve y el hielo gracias a unos patines especiales. En una serie de acción no podían faltar armas incorporadas al coche, concretamente ametralladoras y cañones escondidos tras el radiador, así como dispositivos como equipo de humo y rociador de aceite. Además el vehículo contaba con un sistema de comunicaciones basado en satélite, con el que se podía entablar comunicación con Rescate Internacional. Conforme aparecían capítulos de la serie, el vehículo iba adoptando nuevos dispositivos, todos ellos ingeniosos y asombrosos para la época, dispositivos que con el paso del tiempo serían copiados en series y películas como las de James Bond o Batman.

## Casting de voz
El casting de la voz de los personajes fue realizado por actores experimentados y algunos ya eran (o se volvieron) actores regulares de Anderson. Interesantemente, David Holliday (la voz original de Virgil en la Serie 1) era el único americano prestando su voz en la serie; todos los otros eran británicos, australianos o canadienses. Además, Peter Dyneley es el único miembro del reparto que repite sus papeles en el doblaje en español.
El actor australiano Ray Barrett proporcionó las voces de John Tracy y The Hood, así como muchos otros personajes. Su voz fue usada regularmente por Anderson en Commander Shore y King Titan en Stingray. Gracias a su extensa experiencia en la radio en vivo de Australia, él estaba acostumbrado a los cambios rápidos de una voz a otra y él también podría realizar convincentemente los acentos ingleses y americanos. Cuando los "Thunderbirds" empezaron, Barrett era una estrella mayor en la televisión británica y subsecuentemente a su retorno a Australia por los años setenta él se había vuelto uno de los mayores narradores y actores de la televisión.
El veterano actor canadiense Shane Rimmer (Scott) siguió apareciendo y de vez en cuando escribía los diálogos para muchas producciones subsecuentes de Anderson. Rimmer tiene una lista extensa de televisión y de créditos en películas, pero es principalmente  conocido por sus apariciones en varias películas de James Bond y por su papel del Capt. G.A. 'Ace' Owens en Dr. Strangelove de Stanley Kubrick. Rimmer ha aparecido en muchas películas de acción, tráileres y filmes de ciencia ficción, incluso en Star Wars, y se ha lanzado a menudo en papeles militares o políticos.
David Graham, fue uno de los actores cuya voz le ha servido más a Anderson, había trabajado previamente en Supercar, Fireball XL5 y Stingray y también era una de las voces originales de Daleks en Doctor Who en 1963.

### Casting de voz
- Sylvia Anderson.... Lady Penélope Creighton-Ward / varios personajes
- Ray Barrett.... John Tracy/The Hood / varios personajes
- Peter Dyneley.... Jeff Tracy / varios personajes
- Christine Finn.... Tin-Tin / la Abuela / varios personajes
- David Graham.... Gordon Tracy / Brains / Parker / Kyrano / varios personajes
- David Holliday.... Virgil Tracy / varios personajes
- Shane Rimmer.... Scott Tracy / varios personajes
- Jeremy Wilkin.... Virgil Tracy (1966) / varios personajes
- Matt Zimmerman.... Alan Tracy / varios personajes

## Efectos especiales
El programa de los Thunderbirds era notable por la alta calidad de sus efectos especiales miniatura, y la mayoría de las secuencias se mantienen notablemente bien cuarenta años después del estreno de la serie. El supervisor de efectos en todos los proyectos de Anderson desde Supercar a UFO era Derek Meddings que produjo los efectos especiales para las películas de James Bond y Superman (Meddings ganó un Oscar para la primera película de Superman). Muchos de los efectos desarrollados para los Thunderbirds se volvieron una práctica normal en la industria cinematográfica.
La Isla Tracy fue diseñada por los efectos visuales del supervisor Derek Meddings que trabajaba estrechamente con el director de arte Bob Bell. El modelo de la Isla Tracy que se usó en la serie de Televisión consistía en más de una docena de juegos miniatura que podrían unirse o podrían desmontarse y podrían usarse individualmente, dependiendo de los requisitos de filmar. Cada sección tuvo que ser planeada emparejando los juegos interiores clasificados según el tamaño cuidadosamente.
Las piedras y precipicios del exterior de la isla se tallaron en poliestireno que mientras se construyeron los edificios de la Villa Tracy y hangares ocultos para los Thunderbird con una variedad de materiales, principalmente madera y tarjeta se embellecieron con partes plásticas. Estos modelos eran entonces 'vestidos' con palma de caucho para simular árboles, plantas plásticas y arena.
Las supermarionetas creadas y dirigidas por Christine Glanville, eran muñecos de 45 cm bastante logrados que podían mover la cabeza, sus ojos, pestañear y gesticular algunas expresiones. Movidas por finos hilos que se veían discretamente podían caminar, sentarse y tomar algunos objetos.
La familia Tracy se concibe como de raza caucásica, no se crean marionetas de otras razas a excepción de Xirano y Hood que son orientales. Hood es una reminiscencia del Dr. No de la serie James Bond.
Una de las creaciones más famosas e ingeniosas de Meddings era el sistema de "camino y cielo rodante". Los episodios de los Thunderbirds requirieron un gran número de escenas que muestran a los Thunderbirds y otro avión volando a través del aire, desembarco o tomas a lo largo de las pistas de aterrizaje, o los vehículos viajando a lo largo de caminos. El equipo de Meddings descubrió rápidamente que el método viejo - tirando o empujando los modelos por una base estática o contra un fondo estático producía resultados muy poco convincentes. Meddings llegó con una nueva solución al problema que él usó, primero, en el episodio de estreno, "Trampa en el Cielo" que involucró un plan del malvado Hood para atraer a Rescate Internacional a la escena de un desastre que él había diseñado, permitiéndole fotografiar los vehículos de los Thunderbird cuando ellos llegaran a la escena.
Con este fin, Hood ató una bomba al tren de aterrizaje del avión Fireflash de impulso atómico en su vuelo inaugural de Londres a Tokio, obligando al avión a regresar al Aeropuerto de Londres, donde sería ayudado en su desembarco por Rescate Internacional que usa un trío de Automóviles Ascensor de Alta Velocidad. Para la famosa sucesión del aterrizaje (para que impresionara Lew Grade), los "Automóviles Ascensor" operados remotamente desde los Thunderbirds tuvieron que ser mostrados maniobrando en la pista de aterrizaje bajo el avión Fireflash evitando que al aterrizar extendiera su tren de aterrizaje, activando una bomba escondida colocada por el Némesis de IR, The Hood.
La solución de Meddings era construir un cinturón interminable de lona, tendida encima de rodillos y manejada por un motor eléctrico. Los automóviles ascensor miniatura eran entonces fijados en la posición por alambres en este "camino rodante". El modelo del Fireflash se suspendió sobre los alambres de los automóviles ascensor y podría bajarse hacia la pista de aterrizaje, mientras creando un suave y notable efecto de descenso convincente. Un sistema de rodillos similares, pintado con el fondo del cielo se construyó a en ángulo recto a la pista de aterrizaje, y se sincronizaron ambos motores del rodillo para mantener una velocidad constante de ambos elementos. Cuando las luces y cámaras eran fijadas en la posición correcta y los rodillos fueron activados, el sistema del camino rodante creó una ilusión muy convincente de movimiento. También se demostró sumamente útil para la iluminación y para los camarógrafos, debido a que los modelos miniatura no se movieron y eran por consiguiente mucho más fácil de encender y filmar. El sistema de 'cielo rodante' demostró ser igualmente eficaz para las tomas de vuelos de aviones. La ilusión del vuelo de las miniaturas se reforzó por el humo que simulaba estar atravesando una nube, y uniendo el cinturón de lona a un ángulo para esconder lo que habría sido por otra parte una costura visible. Al contrario de los efectos especiales modernos, el modelo todavía estaba realmente delante del telón en el momento, esto produjo un convincente (y mucho más barato) que el efecto que la tecnología de la pantalla azul. El sistema del 'camino rodante' se usó después en varias películas de James Bond.
El equipo dominó el arte de crear explosiones miniatura sumamente convincentes, usando diversos materiales como el petróleo y la tierra. Estos se filmaron a alta velocidad, y cuando se redujo la velocidad a velocidad normal se produjeron resultados espectaculares. El equipo también se especializó en crear una ilusión convincente de los despegues de los cohetes y desembarcos. Después de una búsqueda exhaustiva, encontraron una empresa británica que podría hacer los propulsores especiales de combustible sólido para los diferentes tamaños de los cohetes que se quemaran durante aproximadamente diez segundos y qué podrían encajarse dentro de las varias miniaturas para proporcionar los efectos de descarga de cohete convincentes.
El programa fue alabado justamente por la calidad excepcional de sus vehículos miniatura y escenarios. Algunos de los vehículos principales de los Thunderbird fueron construidos por una firma profesional de modelos, pero muchos otros eran hechos a la medida por Meddings y su equipo, especialmente los equipos motorizados teledirigidos. Uniéndose al equipo de Meddings estaba Michael Trim que se hizo asistente de Meddings para ayudarle a diseñar las fantásticas naves y edificios de Thunderbirds. Meddings y Trim también abrieron camino a la técnica de 'construcción' de modelos y los vehículos miniatura aplicando pedazos tomados de equipos de modelos comerciales, agregando detalles convincentes de la superficie, por ejemplo los silos del aire acondicionado gigantes que están al lado del Thunderbird 1 en la bahía del lanzamiento bajo la piscina realmente fue un juguete de 1960 en un periscopio fabricado por el Mérito.
Las miniaturas de los Thunderbirds también eran 'viejas' con la pintura y empolvadas para crear la ilusión convincente de que esos eran vehículos reales, ya usados. Estas técnicas se volvieron una práctica normal en el comercio de efectos especiales y se usaron con gran efecto en los edificios, las naves espaciales miniatura y otros vehículos para las primeras tres películas de Star Wars.
Muchos de los efectos usados por Meddings y Brian Johnson son respetados por especialistas en la industria cinematográfica. Impresionado por su trabajo en la serie de Televisión, el director Stanley Kubrick tomo algunos trabajadores del equipo de Anderson para trabajar en su obra maestra de ciencia ficción 2001: Una odisea del espacio.

## Música
Un elemento crucial del éxito del programa era su banda sonora de emocionante música, compuesta y dirigida por Barry Gray que proporcionó toda la música de la serie de Anderson e incluso en la otra serie "Espacio: 1999" temporada uno. Su "Marcha Thunderbird" es uno de los temas más reconocidos de la Televisión y se ha vuelto un favorito junto con las bandas de guerra alrededor del mundo. Las grabaciones originales de Gray para la serie de Anderson se redescubrieron recientemente en una bodega de almacenamiento en Londres y una nueva versión del proyecto en CD está actualmente en proceso.
Gray compuso una sinfonía con letra para la serie que nunca se usó, aunque una grabación ha circulado por Internet. La melodía se rehusó para la canción "Volando Alto" que se oye en el episodio "Ricochet". Para la transmisión japonesa de la serie, la Marcha Thunderbirds se reemplazó por una versión de la "Marcha Siglo 21" de Gray con letras en idioma Japonés.

## Transmisión original
Un total de 32 episodios de los Thunderbirds se elaboraron entre 1965 y 1966 (aunque la producción comenzó en 1964, según indica la fecha de los derechos de propiedad literaria de la muestra) para la compañía de la producción británica la Función de ITC, y primero transmite en ATV. La serie de televisión se financió por las compañías de Lew Grade ATV e ITC. Se pensaba originalmente que consistiría en episodios de media hora, pero al ver la dedicación Grade decidió que sería mucho más excitante como una serie de una hora. Irónicamente, cuando fueron proyectados en EE. UU., los episodios a veces duraban media hora.
Los Thunderbirds cesaron la producción muy de repente por el otoño de 1966, seis episodios en la segunda temporada. Esto fue una decisión que adoptó Lew Grade después de un viaje infructuoso para vender el programa en EE. UU. Según los informes publicados del incidente, los tres mayores canales de noticias CBS, NBC, y ABC dijeron que era todo lo que podía dar de sí la serie, y Grade sentía que él podría conseguir un precio más alto. Desgraciadamente, cuando uno se fue, los otros lo siguieron inmediatamente. Aunque un golpe genuino por ese tiempo, Grade todavía sentía que el programa era demasiado caro para continuar sin el mercado americano. El programa se mostró en cambio en EE. UU. obteniendo un éxito razonable.

## Comercio
Varias compañías, incluso la Matchbox y Dinky fueron autorizadas para producir juguetes de metal y de plástico basados en los vehículos de los Thunderbirds. Ellos demostraron ser muy populares y fueron una de las mejores y más comercializadas líneas de venta de la década. Los juguetes de los Thunderbirds originales son ahora caros y muy buscados como artículos de coleccionistas. Muchos juguetes fueron hechos por Matchbox en los años noventa para coincidir con el reavivamiento de la serie de Televisión, incluso un set de juego de la isla Tracy y también la nueva película, aunque esos productos generalmente se comercializaron fuera de EE. UU. y en Canadá. Las compañías japonesas como Konami y Takara todavía estaban produciendo nuevos juguetes en 2006, incluso un Thunderbird 2 motorizado muy caro con luces y con la subida del fuselaje activa que exponen la Vaina de la carga.

### Novelas originales
Se publicaron varias novelas basado en la serie de televisión, la mayoría durante 1966:
- Thunderbirds, John Theydon (el seudónimo para John W. Jennison), 1966
- Calling Thunderbirds, Theydon, 1966
- Ring of Fire, Theydon, 1966
- Thunderbirds Are Go, Angus P. Allen, 1966 (novela filmada)
- Operation Asteroids, John W. Jennison, 1966
- Lost World, Jennison, 1966

En 1992 los Libros de Corgi publicaron cuatro episodios novelizados para niños basados en los capítulos "El que no fue Invitado", "Al Borde del Desastre", "La Sonda del Sol", and "Infierno en el Atlántico".
El personaje de Lady Penélope también era destacada en su propia serie de novelas:
- A Gallery of Thieves, Kevin McGarry, 1966
- Cool for Danger, McGarry, 1966
- The Albanian Affair, John Theydon, 1967

## Thunderbirds hoy
Con el tiempo, "Thunderbirds" devino en una serie de culto, casi una institución británica, muy popular tanto para niños como para adultos. Su atractivo se debe a que no se concibió como particularmente orientada sólo para el público infantil (de hecho, ningún niño aparece como personaje principal), sino más bien para un amplio público familiar. En 1992, su reposición en la BBC revivió su popularidad y las existencias de juguetes de la Isla Tracy se agotaron en las tiendas. Durante el programa infantil de Blue Peter se llegó a ilustrar al público sobre cómo construir sus propias versiones caseras.
Aunque no fue tan explícitamente violento como Captain Scarlet and the Mysterons, sus personajes mueren y hay destrucción masiva a gran escala. En un episodio, se derrumba el Empire State Building; en otro, un terrorista detona un dispositivo nuclear. Así, todavía puede decirse que enfoca problemas coexistentes modernos.

### Transmisión actual
La serie se ha seguido reponiendo en la BBC2 de Reino Unido y en la RTÉ-2 de Irlanda. Los Thunderbirds también son bastante populares en Japón cuya primera transmisión fue en 1966 por NHK. Durante aproximadamente tres años (2000-2003) el canal de satélite Bumerang del Reino Unido transmitió sin cortes los episodios periódicamente, significando que la serie completa de 32 episodios se repitió aproximadamente 34 veces. Thunderbirds también se asoció con la red de cable de EE. UU. TechTV del 5 de agosto de 2002 hasta el 20 de junio de 2004. En Australia, el Canal 9 de Noticias repitió la serie muchas veces por los años setenta durante el horario de la mañana de sábado, y en los días de la semana durante los períodos de vacaciones escolares. A principios de los 1990s la serie fue retransmitida en México por el canal 5 de Televisa los domingos por la mañana. El original (sin cortes) de la serie también era la retransmitida varias veces en el canal de cable Australasian Foxtel en las tardes en 1990s y durante el 2000s. Todavía se transmiten los Thunderbirds en el Canal 9 a las 6:00am (30 minutos de episodios durante 2 fines de semana) en sábado, 40 años después del premier de aparición.

### Esfuerzos de modernización
Algunas versiones proyectadas en la cadena Fox Network y en el sindicato americano en los 1990s usando las voces y la música pregrabadas, molesto mucho a los viejos fanes. Más aún ampliamente detestado era Thunderbirds Turbocargados, una versión renovada del programa que permaneció brevemente al aire en el sindicato c.1995 que reemplazó el diálogo original con "chistes irónicos posmodernos" e introducciones de acción que hacen pensar en los eventos de la serie tienen lugar en algún " extraño Thunder mundo" (con los dos organizadores jóvenes que controlan la acción de un juego del estudio pareciéndose al interior del Thunderbird 5 y refiriéndose a Jeff Tracy como "Sr. T"!). Gerry Anderson estaba, según informes recibidos furioso y la nueva versión de la serie desapareció rápidamente.
En el 2000 la serie fue remasterizada con Dolby Surround el sonido para descargarlo en DVD. Gerry Anderson que no había recibido ningún derecho de autor por la serie desde que firmó los derechos en la tarde de 1960s era empleado como "consultor de remasterizado". Una descarga norteamericana en DVD ocurrió en 2002.

### ¿Una nueva serie?
En septiembre del 2005, un QuickTime archivo un vídeo titulado Thunderbirds IR se soltó en varias redes de P2P. Abre con la música de Barry Gray y unas escenas del Thunderbird 1 clásico a través de 4 lanzamientos, entonces muestra varias escenas de una nueva serie de los Thunderbirds de la Televisión intencional de Carlton. El tráiler muestra una mezcla de imagen generada por computadora, como los juegos interiores, escenas externas, y un Thunderbird 1 rediseñado. Se ve a Scott Tracy, The Hood, y un títere de guardián de faro. ¡Scott Tracy se ve caminando, e incluso hace una demostración de artes marciales! Esto sugiere que los títeres sean una combinación de anamatronics y el Supermarionation tradicional.
El tráiler mostró que la nueva serie de los Thunderbirds estaría entrando en 2005 a la Televisión de Carlton y demostrando un número de teléfono. La serie desarrollada por Carlton, con David Freedman como el productor ejecutivo y David Mercer que estaban encabezando al departamento de los Niños de Carlton en ese momento. Greg Johnson y Bob Forward eran los escritores y Asylum hicieron todas las figuras fijas y trabajo de los títeres. Tim Field era productor de la línea. Dave Throssel y un equipo pequeño de Mill TV Dept hizo el trabajo de CG. Steve Clarke dirigió el corto. Gerry Anderson se encontró con el equipo de Carlton en los primeros días de desarrollo y dio toda su bendición. Sin embargo, cuando Granada y Carlton se unieron, la serie fue archivada hasta nuevo aviso.

### Adaptación del 2015
Una nueva serie adaptación de la original se está transmitiendo en la televisión Inglesa desde abril de 2015. La animación consiste ahora en CGI y contiene algunos nuevos diseños de vehículos realizados por el aclamado diseñador de robots Shoji Kawamori, famoso por su trabajo en Macross (Robotech).

## Créditos

### Apertura
- Ideado por: Gerry Anderson, Sylvia Anderson
- Música de: Barry Gray
- Producido por: Gerry Anderson
- Productor Ejecutivo: Reg Hill
- Escrito por: Gerry Anderson, Sylvia Anderson, Alan Fennell, Dennis Spooner, Tony Barwick, Donald Robertson, el Martin Clump, Alan Pattillo
- Dirigido por: Alan Pattillo, David Lane, Desmond Saunders, David Elliott, el Brian Burgess

### Cierre
- Productor especialista: Alan Perry
- Director asistente: Peter Anderson
- Diseñadores: Colin Mullen, Adrián Crawley
- Fabricantes de modelos: Ted Sanderson, Mark Gautiar, Ross Edwards
- Director de Producción: Desmond Saunders
- Director artístico: La Bob Bell
- Efectos Especiales: Derek Meddings
- Editor de Escritura: Alan Pattillo
- Supervisores de Escritura: Gerry Anderson, Sylvia Anderson
- Titiritero Principal: Christine Glanville
- Editor: Harry Ledger
- Ejecutivo a Cargo de la Producción: J. Nigel Pickard
- Titiriteros: Judith Shutt, Ernest Shutt
- Director de Fotografía: John Read
- Camarógrafos: Jimmy Elliott, Geoff Meldrum
- Vestuario: Elizabeth Coleman
- Sonido: John Taylor, el Maurice Askew
- Supervisor de Marionetas: Mary Turner
- Iluminadores de Cámara: Lugrin Juliano, Paddy Seale, John Read
- Editor de Diálogo: Roy Lafbery
- Editor de Sonido: Tony Lenny
- Supervisor de Edición: Len Walter
- Segunda Unidad de Cámara: Garry Coxall
- Escultores: El John Brown, John Blundall
- Propietario de los Títeres: Eddie Hunter
- Supervisor de los Operadores de los Títeres: Yvonne Hunter, Wanda
- Maestro de Apoyo: Arthur Crips
- Asistente de Director Artístico: Grenville Nott
- Producción a Compradora: Keith Wilson
- Editores de Vídeo: Ramón Gregston, Russell Nichols, Martha Riley,
- Editores de Fotografía: Peter Constable, Dave Morris, Johnny Smith, Brian Jerdoh
- Supervisor de Edición: John Peverill
- Editor de Sonido: Brian Hickin
- Sistema de Sonido: Westrex
- Directores de la Segunda Unidad de Efectos Especiales: Brian Johncock, Harry Oakes, Ian Scoones